# Master Musicians of Joujouka
I Master Musicians of Joujouka sono un gruppo di musicisti di musica sacra sufi del Jbala.

## Storia
I musicisti provengono dal villaggio del Jajouka o da Zahjouka, vicino Ksar El Kebir sui monti del Rif, nel nord del Marocco.
Sono divenuti popolari in occidente per i molti contatti con artisti, poeti e musicisti occidentali interessati agli stati di Trance, tra cui alcuni esponenti della Beat generation e Brian Jones, uno dei fondatori dei Rolling Stones.

## Discografia parziale

### Album
- 1971 - Brian Jones Presents the Pipes of Pan at Joujouka
- 1974 - Tribe Ahl Serif: Master Musicians Of Jajouka
- 1978 - Le Rif: La tribu Ahl Serif accreditato ai Maîtres musiciens de Jajouka
- 1995 - Joujouka Black Eyes
- 1996 - Moroccan Trance Music: Vol. 2: Sufi con Gnoua Brotherhood of Marrakesh
- 2006 - Boujeloud
- 2012 - The Rough Guide to the Music of Morocco